# Selidosema tyronensis
Selidosema tyronensis är en fjärilsart som beskrevs av Edward Alfred Cockayne 1948. Selidosema tyronensis ingår i släktet Selidosema och familjen mätare. Inga underarter finns listade i Catalogue of Life.